# Le Commando de la mort
Pour plus de détails, voir Fiche technique et Distribution.
Le Commando de la mort (titre original : A Walk in the Sun) est un film américain réalisé par Lewis Milestone, sorti en 1945.

## Synopsis
En 1943, dans la tête de pont de Salerne, une section de soldats américains débarque, puis progresse vers une ferme...

## Fiche technique
- Titre original : A Walk in the Sun
- Autre titre anglais : Salerno Beachhead
- Réalisation : Lewis Milestone
- Scénario : Robert Rossen, , d'après le roman A Walk in the Sun, de Harry Brown, paru en 1944
- Directeur de la photographie : Russell Harlan
- Musique : Freddie Rich (en)
- Direction artistique : Max Bertisch
- Production : Lewis Milestone, Samuel Bronston pour 20th Century Fox
- Durée : 117 min
- Date de sortie :
  - États-Unis : 25 décembre 1945
- Langue : anglais / italien
- Format : Noir et Blanc - 1.37 : 1 - Son Mono (Western Electric Recording)

## Distribution
- Dana Andrews : le sergent Bill Tyne
- Richard Conte : le soldat Rivera
- George Tyne (en) : le soldat Jake Friedman
- John Ireland : le soldat Windy Craven
- Lloyd Bridges : le sergent Ward
- Sterling Holloway : le soldat McWilliams
- Norman Lloyd : le soldat Archimbeau
- Herbert Rudley : le sergent Eddie Porter
- Richard Benedict : le soldat de première classe Tranella
- Huntz Hall : le soldat de première classe Carraway
- James Cardwell (en) : le sergent Hoskins
- George Offerman Jr. : le soldat Tinker
- Steve Brodie : le soldat Judson
- Matt Willis : le sergent Pete 'Hal' Halverson
- Chris Drake (en) : le soldat de première classe Tim Rankin
- John Kellogg : le soldat Riddle
- Robert Horton (non crédité) : le soldat Joe Jack
- Burgess Meredith (non crédité) : le narrateur (voix)

## Commentaires
- Sorti peu après les événements, le film est très économique en effets spéciaux et en matériels ; il prend largement le temps d'exposer les relations entre les combattants.
- L'ennemi allemand est peu visible : il s'agit d'un avion, d'une auto-mitrailleuse qui va et vient et du bras d'un soldat allemand, jamais d'un visage, encore moins d'un personnage.
- Une chanson semble avoir été écrite pour le film, décrivant cet épisode comme une "promenade de santé" (A Walk in the Sun).